# Planos (Revueltas)

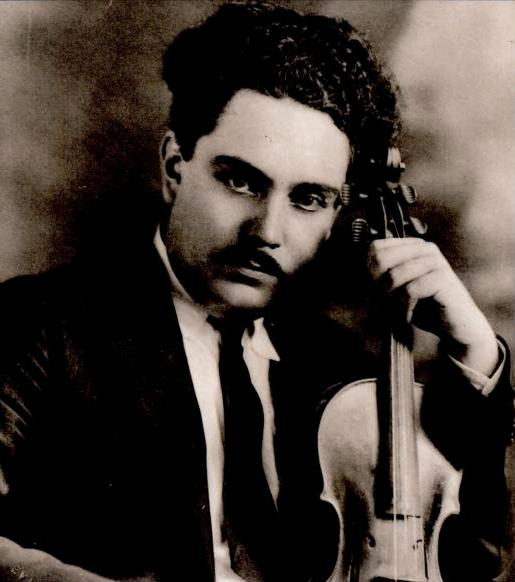
Silvestre Revueltas en 1930

Planos es una composición de música de cámara del compositor mexicano Silvestre Revueltas, ligeramente ampliada y compuesta para orquesta completa y publicada bajo un título alternativo, Danza geométrica. Ambas versiones fueron compuestas en 1934 y están dedicadas al arquitecto Ricardo Ortega.

## Historia
Desde 1926 el arquitecto Ricardo Ortega había animado a Revueltas a tomar más en serio su trabajo de compositor y mostró algunas de sus primeras partituras a Edgard Varèse. Cuando en 1934 Revueltas compuso Planos con una estructura claramente alusiva a modelos arquitectónicos, dedicó la partitura a su amigo arquitecto. Aunque Revueltas a menudo se consideró un nacionalista mexicano con fuertes inclinaciones populistas, Planos no contiene ninguna referencia obvia al folclore. Es una de sus obras musicales más absolutas, en la que el uso de elementos musicales de tipo folklórico es casi imperceptible (Sánchez-Gutierrez, 1996, 7, 48). Sus referencias a la geometría, aunque más programáticas que las de Varèse, indican sin embargo un parentesco con el trabajo del compositor mayor en un carácter lineal general compartido. Revueltas ciertamente conocía la música y la estética de Varèse en la década de 1920, cuando los dos compositores intercambiaron correspondencia (Sánchez-Gutierrez, 1996, 14, 29–30)   .
Revueltas concluyó en marzo de 1934 la versión para orquesta de cámara y fue reorquestada en junio del mismo año para orquesta completa (Slonimsky, 1945, 250)   .
Revueltas describió su obra como:

arquitectura funcional, que no excluye el sentimiento. Los fragmentos melódicos provienen del mismo impulso, la misma emoción que mis otras obras; cantan con ritmos persistentes, siempre en movimiento; producen sonoridades que pueden parecer extrañas porque no son comunes. Mis ritmos y sonoridades recuerdan a otros ritmos y sonoridades, así como el material de construcción en la arquitectura es idéntico a cualquier material de construcción, pero sirve para construcciones que son diferentes en significado, forma y expresión. (Revueltas ,  1989, 212–13, traducido en Slonimsky 1945 ,, 248)

## Instrumentación
La versión de cámara, publicada como Planos, está compuesta para un noneto: clarinete en Si♭, clarinete bajo en Si♭, fagot, trompeta en Do, piano, 2 violines, violonchelo y contrabajo. Esta partitura heterogénea, que recuerda a las bandas provinciales, se asemeja a las de otras partituras de Revueltas, como Alcancías y Colorines (ambas de 1932), Toccata sin Fuga (1933), y el posterior Homenaje a Federico García Lorca (Sánchez-Gutierrez, 1996)   .
La versión a gran orquesta, publicada como Danza geométrica, fue escrita para flautín, 2 flautas, 2 clarinetes en Mi♭, 2 clarinetes en Si♭, clarinete bajo en Si♭, 3 fagots (el tercero un contrafagot), 4 cornos, 4 trompetas, 3 trombones, tuba, sección de percusiones (con 4 músicos: xilófono, glockenspiel, tamtams grandes y pequeños, bombo, slapstick, platillo, gong grande, pandereta y campanas tubulares), 2 pianos y sección de cuerdas. El conjunto más grande parece haber requerido también una expansión temporal. Dos secciones de la primera mitad se amplían y se reescriben con material melódico recién agregado, el regreso del material de apertura al final se reformula y se agregan ocasionalmente repeticiones motívicas en todas partes (Archibald, 1966)   .

## Análisis
Planos parte de la forma ternaria A-B-A que Revueltas emplea habitualmente en obras de un solo movimiento. En cambio, está estructurado y compuesto libremente (Hernández, 2009, 80). Está construido en forma de mosaico modular a partir de seis motivos generadores, cada uno con varias formas variantes. Estos motivos son manipulados y yuxtapuestos, lo que resulta en su continua recontextualización (Sánchez-Gutierrez, 1996, 29, 33–34, 122–24). La identidad de cada uno de estos grupos motivadores se intensifica mediante el uso de timbres, intensidades, articulaciones, registros, contornos melódicos, metros, patrones rítmicos y duraciones particulares. Revueltas los combina en un todo mediante el uso de secuenciación, superposición doble y triple, stretch, fragmentación, extensión y sombreado, unidos por un diseño complejo de ostinatos y planos rítmicos. El discurso musical resultante es a menudo fluido y abrupto, "un fiel espejo de la batalla diaria dentro de las imágenes en conflicto de sus mundos interior y exterior" (Kolb Neuhaus, 1998)   .
Cuando fue sugerida la influencia de Igor Stravinsky en la versión orquestal, Revueltas argumentó:

Se realizó el año pasado. La opinión estaba dividida. Algunos pensaron que era Stravinsky; quién sabe lo que habría pensado Stravinsky. Debido a que se utilizan dos pianos y unos gongs, los acordes al principio y al final recuerdan la sonoridad de los acordes finales de Las bodas de Stravinsky; sin embargo, no son ni las mismas notas ni los mismos intervalos, lo que probablemente les confiere un parecido aún mayor.(Revueltas ,  1989, 212)

## Discografía
- Silvestre Revueltas: Homenaje a García Lorca ; Planos, Una danza geométrica ; Toccata sin fuga ; Dos pequeñas piezas serias ; Tres sonetos. Orquesta de Cámara MGM, Carlos Surinach, cond. Grabación LP, 1 disco de 33⅓ rpm, monoaural; 12 pulgadas. MGM E 3496. Serie de Música Panamericana: MGM Records, 1956.
- Orquesta de la Universidad. Eduardo Mata: Improvisaciones no. 2, para 2 pianos y cuerdas; Silvestre Revueltas: Planos ; Ocho por radio ; Rodolfo Halffter : Tres piezas para orquesta de cuerda . Homero Valle, Jorge Suárez, pianos (en la 1ª obra); Orquesta de la Universidad; Eduardo Mata, director de orquesta. Grabación LP, 1 disco de audio: analógico, 33⅓ rpm, 12 pulgadas., estéreo. Discos RCA Sello Rojo MRL / S-001. México DF : RCA, 1970.
- Silvestre Revueltas: Musica de cámara . Revueltas: Alcancías ; El renacuajo paseador ; Ocho por radio ; Toccata sin fuga ; Planos . London Sinfonietta, David Atherton, cond. Grabado en noviembre de 1979, Londres. Grabación LP, 1 disco de audio: analógico, 33⅓ rpm, 12 en estéreo. RCA Victor MRS-019. México, DF: RCA Victor, 1980. Reeditado en Noche de los Mayas: Música de Silvestre Revueltas . Grabación de CD, 1 disco de audio: digital, 4¾ en., estéreo. Catalizador 09026-62672-2. [Nueva York]: Catalyst, 1994.
- Homenaje a Revueltas . Silvestre Revueltas: Sensemayá ; Ocho por radio ; Planos (versión de cámara); Caminando ; Este era un rey (arreglo de Timothy McKeown); Hora de Junio ; El renacuajo paseador ; Pieza para doce instrumentos ; Homenaje a Federico García Lorca (arreglo de The Ebony Band); José Pomar: Preludio y fuga rítmicos . Juan Carlos Tajes, recitador; Ebony Band, Ámsterdam, Werner Herbers, cond. . Grabado en noviembre de 2003, en el Concert Hall, Tilburg, Países Bajos. Grabación híbrida SACD, 1 disco de audio: digital, 4 ¾ pulg., Sonido envolvente multicanal / estéreo. Channel Classics CCS SA 21104. Herwijnen, Países Bajos: Channel Classics, 2004.

### Versión orquestal
- Silvestre Revueltas: Música orquestal. Nueva Orquesta Filarmónica de Londres; Eduardo Mata, director de orquesta. Grabado en noviembre de 1975 en Walthamstrow, Londres. Grabación LP, 2 discos de sonido: analógico, 33⅓ rpm, estéreo, 12 en. Sello rojo RCA MRSA-1. México, DF: RCA Red Seal, 1976. Reeditado en Silvestre Revueltas, Antología del centenario 1899–1999: 15 obras maestras . Grabación de CD, 2 discos de audio: digital, 4¾ en., estéreo. Discos RCA Sello Rojo 09026-63548-2. Nueva York, NY: RCA Red Seal; México, DF: Conaculta, BMG, 1999.

## Otras lecturas
- Leclair, Charmaine Françoise. 1995. "The Solo and Chamber Music of Silvestre Revueltas". PhD diss. Eugene: University of Oregón.

- Datos: Q19895182